# Alto los Litano
Alto los Litano es una localidad peruana ubicada en el distrito de La Matanza, perteneciente a la provincia de Morropón del departamento de Piura, al norte del Perú. 

## Ubicación
Alto los Litano se ubica al oeste de la provincia de Morropón, en el distrito de La Matanza, en el departamento de Piura.

## Demografía
En 2017 Alto los Litano tenía una población de 54 habitantes.